# Yugo Uno 45R
La Yugo Uno 45R est un modèle automobile du constructeur serbe Zastava construit sous licence Fiat et commercialisé sous la marque Yugo. Il était fabriqué dans son usine de Kragujevac entre 1988 et 1994 pour le seul marché local.
Ce modèle, en réalité une Fiat Uno rebadgée, n'a pas connu dans les républiques de l'ex-Yougoslavie le même succès que dans tous les autres pays où il a été produit. 
Très concurrencée par la Yugo 45 qui dérivait de l'ancienne Fiat 127, et dont le prix de vente était inférieur de moitié, la Uno 45R restera symboliquement sur le marché pour quelques élites qui voulaient une voiture mieux finie avec des accessoires modernes, chose que ne comportait pas les modèles locaux.
Curiosité : malgré son label Yugo, elle conserva le logo à barrettes inclinées Fiat sur la calandre. Elle ne sera disponible qu'en version 5 portes avec le moteur Fire de 999 cm3 développant 45 cv.